# Krieger-Ehrenzeichen in Eisen

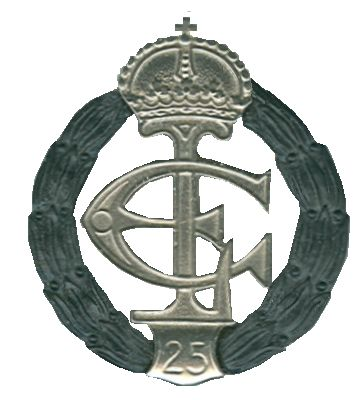
Ehrenzeichen

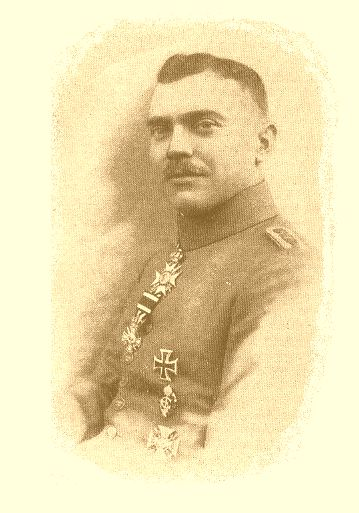
Prinz Ferdinand von Solms-Hohensolms-Lich trägt um 1918 das Ehrenzeichen.

Das Kriegerehrenzeichen in Eisen wurde am 13. März 1917 durch Großherzog Ernst Ludwig von Hessen aus Anlass seines 25. Amtsjubiläums gestiftet. Das Ehrenzeichen wurde etwa 2 000-mal an bewährte hessische Kämpfer verliehen. Die Empfänger sollten zuvor das Eiserne Kreuz und die Hessische Tapferkeitsmedaille empfangen haben und an der Front verwundet worden sein. Deshalb erhielt die Auszeichnung den Beinamen „Blutiger Ludwig“.
Es wurde aus verschiedenen Materialien wie geschwärztem Eisen, Tombak, Zink, Silber, versilbertem Eisen und gefärbtem Kupfer hergestellt.
Einer der bekanntesten Träger dieser Auszeichnung war der deutsche Jagdflieger Julius Buckler.